# Prince George South (circonscription britanno-colombienne)
Pour les articles homonymes, voir Prince George.
Circonscription électorale provinciale du Canada
Prince George South est une ancienne circonscription provinciale de la Colombie-Britannique représentée à l'Assemblée législative de la Colombie-Britannique de 1979 à 1991.

## Géographie
La circonscription représentait un territoire au centre-nord de la province.

## Liste des députés
| Législature                                                                      | Années                                                              | Député                                                              | Député                                                              | Parti                                                               |
| Prince George South Circonscription issue de Fort George et Cariboo              | Prince George South Circonscription issue de Fort George et Cariboo | Prince George South Circonscription issue de Fort George et Cariboo | Prince George South Circonscription issue de Fort George et Cariboo | Prince George South Circonscription issue de Fort George et Cariboo |
| -------------------------------------------------------------------------------- | ------------------------------------------------------------------- | ------------------------------------------------------------------- | ------------------------------------------------------------------- | ------------------------------------------------------------------- |
| 32e                                                                              | 1979–1983                                                           |                                                                     | William Bruce Strachan                                              | Créditiste                                                          |
| 33e                                                                              | 1983–1986                                                           |                                                                     | William Bruce Strachan                                              | Créditiste                                                          |
| 34e                                                                              | 1986–1991                                                           |                                                                     | William Bruce Strachan                                              | Créditiste                                                          |
| Circonscription abolie, voir Prince George-Mount Robson et Prince George-Omineca |                                                                     |                                                                     |                                                                     |                                                                     |